# Madison Brengle
Madison Brengle (Dover, 3 de abril de 1990) es una jugadora de tenis profesional estadounidense de origen judío. 
El 4 de mayo de 2015, alcanzó sus mejores ranking el cual fue número 35. El 8 de mayo de 2017, alcanzó su mejor puesto en el ranking de dobles, hasta la fecha el número 86.
Hasta la fecha, no se ha estrenado en torneos WTA, sin embargo atesora hasta 13 títulos del circuito ITF individuales y 6 de dobles. 

## Títulos WTA (0; 0+0)

### Individuales (0)
| Leyenda                    |
| Grand Slam (0)             |
| WTA Tour Championships (0) |
| Premier Mandatory (0)      |
| Premier 5 (0)              |
| Premier (0)                |
| International (0)          |

#### Finalista en Individuales (1)
| N° | Fecha               | Torneo | Superficie | Oponente en la final | Resultado |
| -- | ------------------- | ------ | ---------- | -------------------- | --------- |
| 1. | 17 de enero de 2015 | Hobart | Dura       | Heather Watson       | 3-6, 4-6  |

## Títulos WTA 125s

### Individuales (2–0)
| Resultado | Fecha                  | Torneo        | Superficie | Oponente        | Puntaje       |
| --------- | ---------------------- | ------------- | ---------- | --------------- | ------------- |
| Campeona  | 2 de febrero de 2020   | Newport Beach | Dura       | Stefanie Vögele | 6-1, 3-6, 6-2 |
| Campeona  | 7 de noviembre de 2021 | Midland       | Dura (i)   | Robin Anderson  | 6-2, 6-4      |

### Dobles (1-0)
| Resultado | Fecha               | Torneos | Superficie | Pareja     | Oponentes                              | Resultado |
| --------- | ------------------- | ------- | ---------- | ---------- | -------------------------------------- | --------- |
| Campeona  | 19 de junio de 2022 | Gaiba   | Césped     | Claire Liu | Vitalia Diatchenko Oksana Kalashnikova | 6-4, 6-3  |

## ITF

### Individual (13)
| $100,000 tournaments       |
| $75,000 tournaments        |
| $50,000/60,000 tournaments |
| $25,000 tournaments        |
| $10,000 tournaments        |

| N.º | Fecha                    | Torneo                             | Superficie    | Oponentes                 | Resultado        |
| --- | ------------------------ | ---------------------------------- | ------------- | ------------------------- | ---------------- |
| 1.  | 17 de julio de 2005      | Baltimore, Estados Unidos          | Dura          | Beau Jones                | 6-4, 6-1         |
| 2.  | 6 de marzo de 2011       | Hammond, Estados Unidos            | Dura          | Stéphanie Foretz          | 6-3, 6-3         |
| 3.  | 11 de marzo de 2012      | Fort Walton Beach , Estados Unidos | Dura          | Tereza Mrdeža             | 6-4, 3-6, 6-3    |
| 4.  | 17 de febrero de 2013    | Rancho Santa Fe, Estados Unidos    | Dura          | Nicole Gibbs              | 6-1, 6-4         |
| 5.  | 11 de agosto de 2013     | Landisville, Estados Unidos        | Dura          | Olivia Rogowska           | 6-2, 6-0         |
| 6.  | 21 de julio de 2014      | Lexington, Estados Unidos          | Dura          | Nicole Gibbs              | 6-3, 6-4         |
| 7.  | 28 de septiembre de 2014 | Las Vegas, Estados Unidos          | Dura          | Michelle Larcher de Brito | 6–1, 6–4         |
| 8.  | 3 de abril de 2016       | Osprey, Estados Unidos             | Dura          | Lara Arruabarrena         | 4–6, 6–4, 6–3    |
| 9.  | 30 de abril de 2017      | Charlottesville, Estados Unidos    | Tierra batida | Caroline Dolehide         | 6–4, 6–3         |
| 10. | 7 de mayo de 2017        | Charleston, Estados Unidos         | Tierra batida | Danielle Collins          | 4–6, 6–2, 6–3    |
| 11. | 4 de febrero de 2018     | Midland, Estados Unidos            | Dura          | Jamie Loeb                | 6–1, 6–2         |
| 12. | 12 de agosto de 2018     | Landisville, Estados Unidos        | Dura          | Kristie Ahn               | 6–4, 1–0 retired |
| 13. | 7 de octubre de 2018     | Stockton, Estados Unidos           | Dura          | Danielle Lao              | 7-5 7-6(10)      |